# Prosincoví kluci
Prosincoví kluci (orig. December Boys) je australský film z roku 2007 režiséra Roda Hardyho natočený podle stejnojmenné novely spisovatele Michaela Noonana. Jedná se o první film Daniela Radcliffea netýkající se Harryho Pottera od snímku Agent z Panamy z roku 2001.

## Děj
Film sleduje čtyři australské chlapce z 60. let v dospívání během jedněch prázdnin, kdy se změní jejich život. Všichni chlapci jsou vychováváni v římskokatolickém sirotčinci v australské pustině, všichni se narodili v prosinci a jako dárek k narozeninám jsou posláni na prázdniny na pláž k panu a paní McAnshovým. Tam se seznámí s Ranařem, mužem, který tvrdí, že je kaskadér na motorce v nedalekém cirkuse, a jeho manželkou Teresou. Misty, Spark a Spit se s Teresou sblíží, ale nejstarší Maps s ní stále nechce moc mluvit. Místo toho tráví čas s teenagerkou jménem Lucy, která na pláž přijela na prázdniny ke svému strýci. Často se setkávají v místních skalách.
Jednou chlapci sledují oknem Teresu, jak se převléká, ale Misty, nejzbožnější z nich, hodí na střechu kámen, aby je přinutil odejít. Misty se pak vrátí do domu McAnshových a škvírou mezi dveřmi se podívá, kdo se sprchuje v koupelně. Tam uvidí nemocné tělo paní McAnshové. Chlapci brzy přijdou na to, že má rakovinu prsu.
Jednoho večera Misty náhodou uslyší Ranařův rozhovor s přáteli o možnosti, že by s Teresou někoho z nich adoptovali. Nadšený z toho, že by konečně mohl mít rodiče, si to nechá pro sebe. Nakonec se rozhodne svěřit se s tím u zpovědi. Ostatní chlapci si všimnou, že se zpovídá dlouho, a tak za ním pak běží a tajemství z něj dostanou. Misty, Spark a Spit pak soupeří o přízeň Ranaře a Teresy, snaží se vypadat co nejlépe. Maps oproti tomu nedokáže pochopit, co je na rodičích tak úžasného a svěří se s tím Lucy. S ní prožije také svůj první polibek a ztratí s ní také své panictví.
Den poté Maps zjistí, že Lucy odjela zpět domů a vrátí se nejdříve za rok. Se zlomeným srdcem jde k cirkusu, kde pracuje Ranař, aby si s ním promluvil. Tam zjistí, že Ranař není motorkář ale uklízí tam po zvířatech. Rozčílený, že jim Ranař lhal, běží zpět a najde Mistyho obraz, na kterém je jako syn Ranaře a Teresy, a rozbije ho. Misty začne Mapse bít zbytky obrazu. Pouto mezi chlapci je přerušeno.
Ranař pak najde Mapse a všechno mu vysvětlí. Vyjde najevo, že dřív opravdu vystupoval na motorce. Všechny své triky dělal s Teresou, dokud nedošlo k nehodě, po které Teresa strávila téměř rok v nemocnici a od té doby nemůže mít děti, což je i důvodem, proč se rozhodli adoptovat.
Maps se pak vrátí na pláž a od Sparka a Spita zjistí, že se Misty topí v moři. Maps ho jde zachránit, i když sám neumí plavat. Oba se pak téměř utopí, pod vodou vidí zjevení Panny Marie. Než se jí mohou dotknout, Ranař je zachrání. Maps a Misty se usmíří, ze všech čtyř se stanou znovu přátelé.
Následující den si chlapce zavolají Ranař a Teresa domů, aby jim něco řekli. Oznámí jim, že se rozhodli adoptovat Mistyho. Ten se s kamarády rozloučí a spolu s Teresou a Ranařem ze zápraží sleduje, jak chlapci odcházejí a začínají si hrát na pláži. Misty si uvědomí, že jeho kamarádi jsou jeho skutečná rodina a odmítne Ranařovu a Teresinu nabídku. Vrátí se s chlapci tedy zpět do sirotčince.
O několik desetiletí později se Misty jako starý muž vrátí na pláž, kde již jsou i Spark a Spit. Má s sebou Mapsův popel a prsten, který Mapsovi dala Lucy. Maps zemřel, když jako kněz pomáhal uprchlíkům v Africe. Muži společně rozpráší Mapsův popel ve větru a vzpomínají na časy, které tam strávili.

## Obsazení
| Daniel Radcliffe   | Maps           |
| Lee Cormie         | Misty          |
| Christian Byers    | Spark          |
| Drew McAlistair    | Spit           |
| Jack Thompson      | Bandy McAnsh   |
| Teresa Palmer      | Lucy           |
| Sullivan Stapleton | Ranař          |
| Victoria Hill      | Teresa         |
| Kris McQuade       | paní McAnshová |
| Ralph Cotterill    | Shellback      |
| Frank Gallacher    | otec Scully    |